# Sông Đu
Sông Đu là một phụ lưu nằm tại hữu ngạn của sông Cầu ở miền bắc Việt Nam. Gần như toàn bộ lưu vực sông Đu nằm trên địa bàn ba huyện Định Hóa, Phú Lương và Đại Từ thuộc tỉnh Thái Nguyên. Hai nhánh chính của sông Đu hợp lưu tại thị trấn Đu thuộc huyện Phú Lương.

## Đặc điểm
Sông Đu bắt nguồn từ vùng Lương Can, ở độ cao khoảng 275 m thuộc tỉnh Thái Nguyên, chảy theo hướng tây bắc - đông nam và nhập vào Sông Cầu ở xã Sơn Cẩm, thành phố Thái Nguyên. Tổng chiều dài dòng chính của sông là khoảng 44 km. Diện tích lưu vực 360 km², độ cao trung bình 129 m, độ dốc trung bình 13,3%, mật độ sông suối 0,94 km/km². Tổng lượng nước hàng năm đạt 0,264 km³ ứng với lưu lượng nước trung bình hàng năm là 8,73 m³/s, môđun dòng chảy hàng năm 23,2 l/s.km2. Biên độ mực nước lớn nhất tại trạm thủy văn Giang Tiên là 5,41 m và cường suất nước lũ lớn nhất trung bình 58 cm/giờ. Giống như nhiều con sông khác tại khu vực miền núi phía Bắc, sông Đu mang đặc điểm là lưu lượng dòng chảy mùa mưa (6-9) chiếm tới 75% tổng dòng chảy cả năm; trong khi dòng chảy mùa khô (1-3) chỉ chiếm 5,6-7,8%.

## Môi trường
Sông Đu, chảy qua vùng đông dân, tiếp nhận nguồn nước thải sinh hoạt, nông nghiệp, khai khoáng trước khi đổ vào sông Cầu ở Sơn Cẩm. Đặc biệt, lưu vực sông phải tiếp nhận rác và nước thải sinh hoạt thị trấn của huyện Phú Lương và cũng như nước thải của mỏ than Phấn Mễ, một mỏ than khai thác lộ thiên trong lưu vực sông. Sự thiếu ý thức của một bộ phận người dân đã và đang làm ô nhiễm con sông Đu, nhiều người dân còn thả các bao rác thải xuống dòng suối. Mùi hôi thối cùng sự ô nhiễm đã làm bức xúc những người dân quanh vùng.
Từ năm 2006 đến năm 2008, nhóm nghiên cứu của PGS.TS Hoàng Thu Hương và nhóm cộng sự đã tiến hành 7 đợt quan trắc theo các mùa xuân, hạ, thu đông tại 15 điểm nghiên cứu trên bốn nhánh chính của sông Đu (sông Nà Lậu, dòng chính sông Đu, suối Cát và suối Khe Cốc). Kết quả quan trắc cho thấy, vào mùa mưa nước sông Đu có nhiệt độ thấp hơn và phần trăm bão hòa oxy trong nước mùa mưa cao hơn mùa khô. Nhóm nghiên cứu này cũng đã thu thập 70 taxa động vật không xương sống cỡ lớn đáy sông Đu, nhiều nhất là nhóm côn trùng (48 taxa). Kết quả quan trắc cho thấy, quần thể đa dạng sinh học đáy sông Đu phong phú vào mùa mưa, đặc biệt ở thượng nguồn. Kết quả cũng cho thấy đa dạng sinh học sông Đu thấp hơn nhiều so với đa dạng sinh học tại suối DakPri -DakLak thậm chí thấp hơn cả suối trong Vườn Quốc gia Tam Đảo.

## Lưu vực
Các xã nằm trong lưu vực dòng chính sông Đu cũng như các phụ lưu của sông bao gồm:
- Huyện Định Hóa: Bộc Nhiêu, Phú Tiến (dài 3,5 km)[4]
- Huyện Phú Lương: Yên Lạc, Yên Đổ, Yên Trạch, Động Đạt, Ôn Lương, Hợp Thành, Phủ Lý, thị trấn Đu, Phấn Mễ, Vô Tranh, Cổ Lũng, Sơn Cẩm.
- Huyện Đại Từ: Phúc Lương, Tân Linh, Phục Linh.